# Чемпионат Европы по фигурному катанию 1931
Чемпионат Европы по фигурному катанию 1931 года проходил в Вене (Австрия) и Санкт-Морице (Швейцария). Соревнования проходили в категориях мужское одиночное катание, женское одиночное фигурное катание и парное катание. У мужчин победил австриец Карл Шефер, став двукратным чемпионом Европы, у женщин свою первую победу одержала норвежка Соня Хени, среди пар во второй раз победили венгры Ольга Оргоништа и Шандор Салаи.

## Результаты

### Мужчины
| Место | Имя                | Страна   |
| ----- | ------------------ | -------- |
| 1     | Карл Шефер         | Австрия  |
| 2     | Эрнст Байер        | Германия |
| 3     | Хуго Дистлер       | Австрия  |
| 4     | Марсель Вадас      | Венгрия  |
| 5     | Отто Хартман       | Австрия  |
| 6     | Рудольф Цеттельман | Австрия  |

### Женщины
| Место | Имя                    | Страна   |
| ----- | ---------------------- | -------- |
| 1     | Соня Хени              | Норвегия |
| 2     | Фрици Бюргер           | Австрия  |
| 3     | Хильда Холовски        | Австрия  |
| 4     | Виви-Анн Хюльтен       | Швеция   |
| 5     | Лилли Вайлер           | Австрия  |
| 6     | Yvonne de Ligne-Geurts | Бельгия  |
| 7     | Ильзе Хорнунг          | Австрия  |
| 8     | Эльзе Флеббе           | Германия |
| 9     | Рене Вольпато          | Италия   |
| 10    | Пири Левицки           | Венгрия  |

### Пары
| Место | Имя                            | Страна  |
| ----- | ------------------------------ | ------- |
| 1     | Ольга Оргоништа / Шандор Салаи | Венгрия |
| 2     | Эмилия Роттер / Ласло Соллаш   | Венгрия |
| 3     | Лилли Гайяр / Вилли Петтер     | Австрия |